# Maria Andreïeva
Pour les articles homonymes, voir Andreïeva.
Maria Fiodorovna Andreïéva (en russe : Мария Фёдоровна Андреева), née Yourkovskaïa le 4 juillet 1868 à Saint-Pétersbourg et morte le 8 décembre 1953 à Moscou, est une actrice russe, puis femme politique bolchévique et soviétique qui fut la maîtresse officielle de Maxime Gorki de 1904 à 1921.

## Biographie

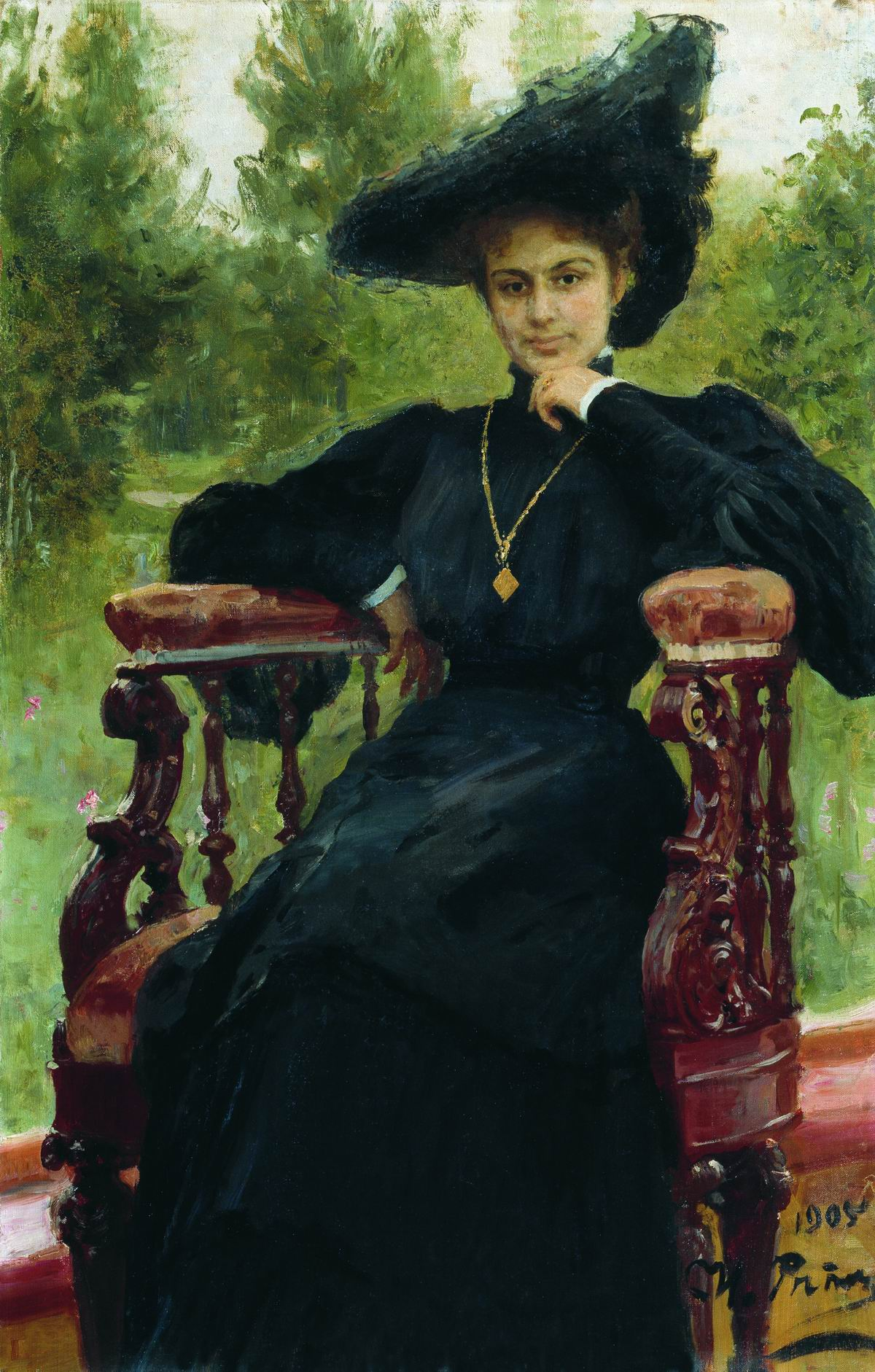
Portrait de l'actrice Maria Andreïeva par Répine (1905), musée national des arts de la république de Biélorussie (Minsk)

Maria Andreïeva est la fille d'un régisseur du théâtre Alexandra de Saint-Pétersbourg, Fiodor Alexandrovitch Fiodorov-Yourkovski (1842-1915). Elle débute sur scène en 1886. Elle joue dans la troupe de la Société d'art et de littérature à partir de 1894, puis au théâtre d'art de Moscou de 1898 à 1905.
Son mari est le conseiller d'État effectif Andreï Jeliaboujski, inspecteur des chemins de fer de Moscou-Koursk et de Mourom, de dix-huit ans son aîné. Son mari obtient un nouveau poste après son mariage à Tiflis, où la jeune femme obtient des succès théâtraux. Lorsque Jeliaboujski est nommé à Moscou, Maria Andreïeva travaille auprès de Stanislavski et fait ses débuts au théâtre d'art de Moscou, le 15 décembre 1894. Elle est proche a cette époque du richissime Savva Morozov. Elle fait la connaissance de Gorki au printemps 1900 et devient sa maîtresse officielle à la fin de l'année 1903.
Maria Andreïeva prend part aux activités du parti bolchévique sous le pseudonyme de Phénomène et quitte la scène théâtrale en 1902. Elle se sert des moyens financiers mis à sa disposition par le richissime Savva Morozov pour publier le journal Iskra (L'Étincelle) et éditer le journal bolchévique La Nouvelle vie. Les bureaux de ce dernier se trouvent dans la maison Lopatine sur la perspective Nevski à Saint-Pétersbourg. C'est ici qu'a lieu la première rencontre de Gorki avec Lénine. Savva Morozov souscrit pour lui-même une assurance-vie de cent mille roubles, somme considérable pour l'époque, au nom de la jeune femme en 1902, qu'elle dépense après la mort du mécène (en 1905) en majeure partie en faveur des bolchéviques. Elle voyage avec Gorki aux États-Unis et ensuite s'installe avec lui à Capri.
Après la révolution d'Octobre, elle dirige le département des théâtres du soviet de Petrograd, jusqu'en 1921, date de sa séparation définitive avec Gorki qui avait eu une liaison avec Moura Budberg et d'autres. Elle est ainsi à l'origine de la fondation du grand théâtre dramatique de Petrograd. Elle est nommée en plus en 1919 commissaire du département artistique du commissariat du Peuple à l'éducation communiste de Petrograd auprès de Lounatcharski, sur la recommandation de Gorki et de Krassine. Le soviet de Petrograd refuse d'entériner cette nomination, mais Lénine ordonne au soviet de se soumettre.
Elle fait la connaissance à Berlin en 1926 du ministre de l'éducation populaire de la république populaire de Mongolie, Nikita Batoukhanov, et lui conseille de s'adresser à Gorki pour mettre sur pied un système d'éducation populaire dans tout ce pays.
Entre 1931 et 1948, elle est directrice de la Maison des scientifiques de Moscou.
L'opinion selon laquelle Maria Andreïeva aurait servi de modèle pour le personnage de Marguerite dans Le Maître et Marguerite de Boulgakov est partagée par certains experts de l'histoire littéraire.

## Famille

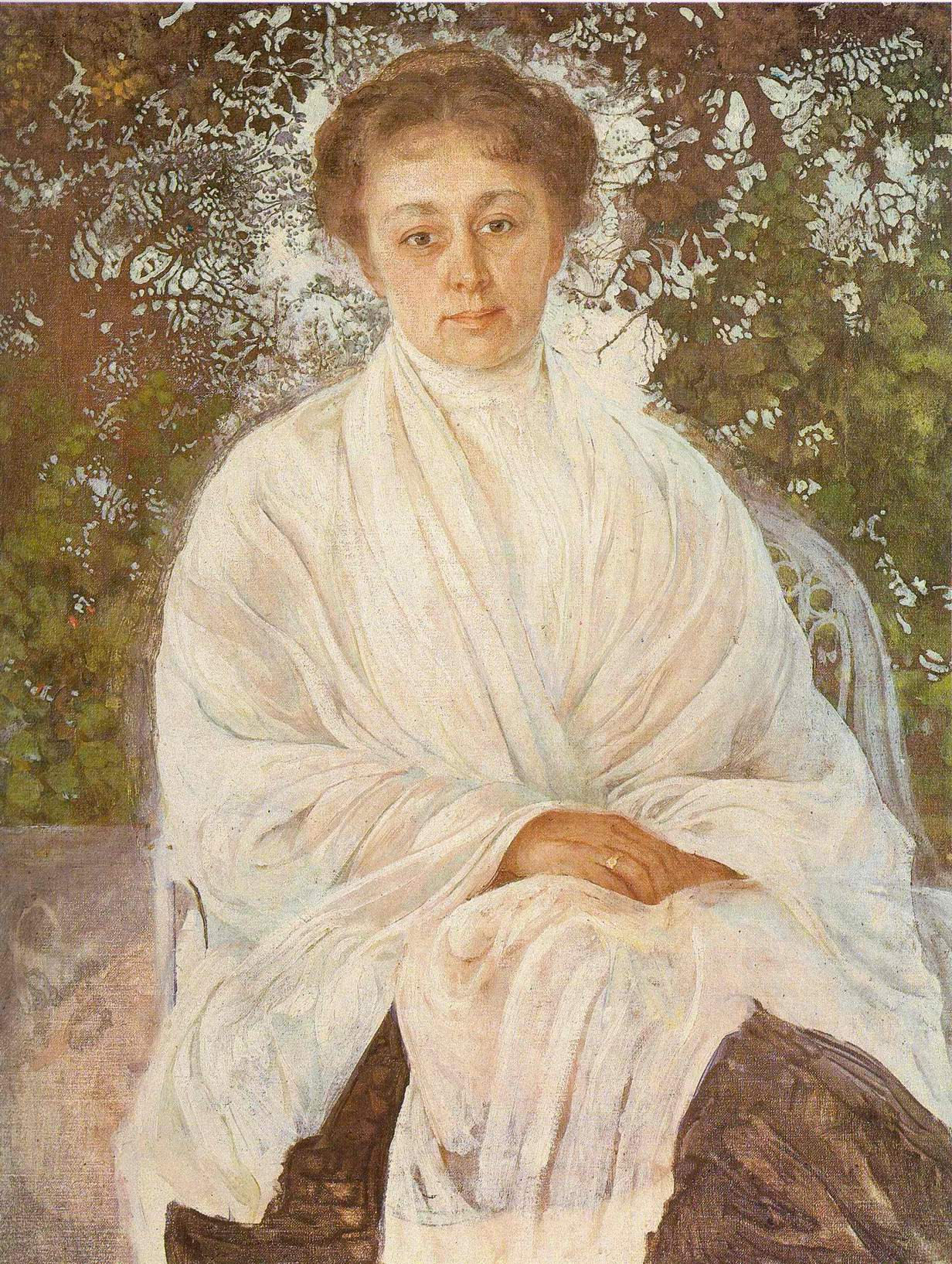
Portrait de Maria Andreïeva dans les années 1920 par Isaak Brodsky

De son mariage avec Andreï Jeliaboujski, elle a deux enfants :
- Youri (1888-1955), réalisateur de cinéma soviétique
- Ekaterina (1894-?)

## Sources
- (en) Cet article est partiellement ou en totalité issu de l’article de Wikipédia en anglais intitulé « Maria Andreyeva » (voir la liste des auteurs).

- Ressource relative à l'audiovisuel :   - IMDb
- Notice dans un dictionnaire ou une encyclopédie généraliste :   - Dictionnaire universel des créatrices
- Notices d'autorité :   - VIAF
  - ISNI
  - BnF (données)
  - IdRef
  - LCCN
  - GND
  - Pays-Bas
  - Pologne
  - Israël
  - NUKAT
  - Tchéquie
  - WorldCat